# Антагонізм (біологія)
Антагонізм у біології (інколи несимбіотична взаємодія, антибіоз) —  взаємовідносини між живими організмами, між органами й регуляторними функціями або речовинами в організмі, коли їх дія протилежно спрямована.

## У загальній біології
Найпоширеніші види антагонізму:
- Боротьба за існування в парах:
  - хижак-жертва (хижацтво)
  - Господар — паразит (паразитизм)

- Конкурентні взаємини (конкуренція)
  - За джерела енергії
  - За джерела харчування
  - За територію
  - За продовження роду

## У фізіології
- Антагонізм фізіологічних функцій
  - М'язова діяльність
  - Симпатичний і парасимпатичний відділи вегетативної нервової системи
  - Збудження і гальмування центральної нервової системи

## У біохімії
- Антагонізм іонів
- Антагонізм ліки — отрута

## У мікробіології
- Антагонізм мікробів (антибіоз), вперше описаний Луї Пастером (1877).
  - Придушення чумною паличкою синьогнійної палички
  - Пригнічення росту дріжджів актиноміцетами (продукують ністатин)

## Використання
- У виробництві антибіотиків
- В сільському господарстві для підвищення родючості ґрунтів та боротьби з патогенними організмами
- У харчовій промисловості